# Joel Untersee
Joël Untersee (Johannesburgo, Sudáfrica, 11 de febrero de 1994) es un futbolista sudafricano nacionalizado suizo. Juega de defensor en el HJK Helsinki de la Veikkausliiga.

## Selección nacional
Ha sido internacional con la selección sub-17, sub-19 y sub-21 de Suiza en 8 ocasiones sin anotar goles.

## Clubes
| Club                    | País          | Año       |
| ----------------------- | ------------- | --------- |
| F. C. Vaduz (cedido)    | Liechtenstein | 2014-2016 |
| Juventus de Turín       | Italia        | 2016-2018 |
| Brescia Calcio (cedido) | Italia        | 2016-2017 |
| Empoli F. C. (cedido)   | Italia        | 2017-2018 |
| Empoli F. C.            | Italia        | 2018-2019 |
| F. C. Zürich (cedido)   | Suiza         | 2019      |
| F. C. Lugano            | Suiza         | 2020      |
| HJK Helsinki            | Finlandia     | 2021-     |